# Clay Center (Ohio)
Clay Center és una població dels Estats Units a l'estat d'Ohio. Segons el cens del 2000 tenia 294 habitants.

## Demografia
Segons el cens del 2000, Clay Center tenia 294 habitants, 109 habitatges, i 84 famílies. La densitat de població era de 126,1 habitants per km².
Dels 109 habitatges en un 35,8% hi vivien nens de menys de 18 anys, en un 58,7% hi vivien parelles casades, en un 14,7% dones solteres, i en un 22,9% no eren unitats familiars. En el 20,2% dels habitatges hi vivien persones soles l'11,9% de les quals corresponia a persones de 65 anys o més que vivien soles. El nombre mitjà de persones vivint en cada habitatge era de 2,7 i el nombre mitjà de persones que vivien en cada família era de 3,13.
Per edats la població es repartia de la següent manera: un 28,2% tenia menys de 18 anys, un 8,5% entre 18 i 24, un 29,6% entre 25 i 44, un 23,1% de 45 a 60 i un 10,5% 65 anys o més.
L'edat mediana era de 35 anys. Per cada 100 dones de 18 o més anys hi havia 88,4 homes.
La renda mediana per habitatge era de 55.000 $ i la renda mediana per família de 55.375 $. Els homes tenien una renda mediana de 40.714 $ mentre que les dones 27.813 $. La renda per capita de la població era de 22.180 $. Aproximadament l'1,1% de les famílies i el 3% de la població estaven per davall del llindar de pobresa.

## Poblacions més properes
El següent diagrama mostra les poblacions més properes.